# 西藏广播电视台
西藏广播电视台（藏語：བོད་ལྗོངས་རླུང་འཕྲིན་བརྙན་འཕྲིན་ལས་ཁུངས།，威利转写：Bod ljongs rlung 'phrin brnyan 'phrin las khungs），是中华人民共和国西藏自治区的省级国营广播电视机构，由西藏人民广播电台和西藏电视台合并组建，为自治区政府直属事业单位，接受中共西藏自治区党委宣传部领导。

## 历史与发展

### 西藏人民广播电台
西藏人民广播电台的前身可追溯至1953年10月1日开播的拉萨有线广播站。拉萨有线广播站每周一、三、五10:00到12:00用藏语播音，具有统一战线的性质，以介绍中国共产党和中央人民政府的对藏政策以及中国各地面貌为主，并对拉萨各界群众进行“反帝爱国”教育。1958年12月28日，拉萨有线广播站从拉萨市邮电局借用一部3.5kW的短波发射机，进行无线电广播试播并获成功。
1959年元旦，广播站正式开始无线广播，并更名为“拉萨人民广播电台”，每天用藏汉语播音8小时。当年11月1日，拉萨人民广播电台又更名为“西藏人民广播电台”，并于1973年9月正式实现藏、汉语两套节目分频播出。

### 西藏电视台
1976年9月，西藏电视台筹备组成立。当年10月，筹备组拍摄了一部名为《欢腾的高原》的纪录片，片尾首次打出了“西藏电视台”的呼号。1978年5月1日，西藏电视台筹备组试播黑白电视节目成功，这是电视技术首次进入西藏，标志着中国大陆各省、自治区和直辖市都实现了电视播出。次年10月1日，西藏电视台筹备组成功试播彩色电视:93。
1985年8月20日，西藏电视台正式开播，邓小平和阿沛·阿旺晋美分别为西藏电视台题写汉、藏两种文字的台名。当时藏汉语综合在一个频道播出。
1990年10月，西藏电视台和四川电视台第一套节目（今四川卫视）使用同一频道在东方红二号卫星上分时段播出（俗称“川藏台”，17:00-20:30播出四川台节目，20:30-24:00播出西藏台节目）；1993年，中国买下美国Spacenet 1号卫星，并更名为中星5号，西藏、四川两台于同年7月16日起改为通过中星5号卫星分频播出。1999年10月，藏汉语节目开始分频道播出，其中一套（XZTV-1）为藏语节目，二套（XZTV-2）为汉语节目。后又于1998年3月1日起西藏电视台与杭州电视台联办西湖卫视，杭州台利用西藏台休台时间播出节目，后因政策因素，杭州电视台被取消上星权利。
2002年9月，西藏藏语卫视在尼泊尔入网落地。2007年10月，西藏藏语卫视实现24小时不间断播出。2009年1月，西藏汉语卫视在全国“政策性落地”（即全国有线电视网强制性无偿转播），同年10月西藏汉语卫视实现24小时不间断播出。

### 西藏广播电视台
2018年11月29日上午，由西藏人民广播电台和西藏电视台合并组建的西藏广播电视台正式挂牌成立。
2023年1月18日，西藏廣播電視台旗下所有電視頻道實現高清播放，标清频道画面比例也调整为16:9。

## 频道列表

### 电视服务

#### 现有频道
| 頻道名稱     | 语言                                  | 广播格式                    | 啟播時間         | 频道前身                          | 備註 | 備註 |
| 藏语卫视     | 藏语卫藏方言 藏语康巴方言（部分节目） | SD: PAL 576i 16:9 HD: 1080i | 1999年10月1日    | 西藏电视台一套                    |      |      |
| 西藏卫视     | 普通話                                | SD: PAL 576i 16:9 HD: 1080i | 1985年8月20日:19 | 西藏电视台二套                    |      |      |
| 影视文化频道 | 普通話                                | SD: PAL 576i 16:9 HD: 1080i | 2001年7月1日     | 西藏有线电视台 西藏有线电视影视台 |      |      |

#### 停播频道
- 西湖卫视：与杭州电视台合办，利用西藏电视台午后休台时段播出，1998年3月1日开播，已于约2000年停止播出。节目编排、广告经营由杭州电视台负责，西藏电视台终审并安排播放。内容主要来自杭州电视台11频道、西湖明珠台和杭州有线电视台。[12]
- 经济生活频道：原西藏有线电视经济台、西藏电视台经济生活服务频道。2001年7月1日开播，2002年停播，2014年5月23日复播[13][14]。2020年，国家广电总局批准频道停播[15]。

### 广播服务
| 頻道名稱                  | 语言                        | 频道频率      | 啟播時間                     | 频道前身         | 備註 |
| 新闻综合广播 （汉语广播） | 普通話                      | FM93.3 AM1377 | 启播：1973年9月 更名：2003年 |                  | |
| 都市生活广播              | 普通話                      | FM98.0        |                              |                  | |
| 藏语广播                  | 藏语卫藏方言 英语（少部分） | FM101.6 AM594 | 启播：1959年1月1日           | 拉萨人民广播电台 | 每天14:00-15:00、23:00-24:00播出对海外藏族节目《中国西藏之声》（前称《对流落国外的藏族同胞广播》:20）；每天15:00-16:00、0:00-1:00播出英语节目《圣地西藏》 |
| 康巴话广播                | 藏语康巴方言                | FM103.0 AM783 | 启播：2001年10月1日          |                  | |

#### 停播频率
- 科教广播：2015年1月1日开播，以调频106.3兆赫覆盖拉萨市。频率采用藏语卫藏方言播出节目，每天播出时间为早上7:30到13:30，下午18:00到22:00。该频率于2024年3月31日22:00播音结束后停播，此前在国家广电总局发布的2023年12月的播出机构名录中已经撤销该频率的备案。[16][10]

## 网络平台
西藏人民广播电台创办有“中国西藏之声”网站，2006年正式开通，采用藏文、汉文、英文三种文字，并在线播出西藏人民广播电台5套广播节目以及西藏电视台两套上星节目。
西藏电视台创办的视频网站“牦牦TV”于2016年9月15日开通，包括新闻资讯、涉藏视频、原创微视频、藏语综艺、藏汉卫视直播、文化旅游、社区、商城等板块，以藏汉双语发布。
2022年2月10日，珠峰云APP開始上线试运行。該APP集资讯、音视频、广播电视网络直播为一体，並能实现24小时不间断发布最新资讯和丰富的视听内容。